# Zagarolo
Zagarolo és un comune (municipi) de la ciutat metropolitana de Roma, a la regió italiana del Laci, situat a uns 30 km al nord-oest de Roma. A 1 de gener de 2018 tenia 19.219 habitants.
Zagarolo pot tenir els seus orígens a Gabii, una antiga ciutat fundada al segle v, a pocs quilòmetres de Zagarolo. El centre urbà és d'origen medieval i el seu pla urbà actual es va desenvolupar al segle xvi. Zagarolo és el lloc de naixement del compositor Goffredo Petrassi.
Zagarolo limita amb els següents municipis: Gallicano nel Lazio, Monte Compatri, Palestrina, Roma i San Cesareo.

## Llocs d'interès
- El Palazzo Rospigliosi, al centre de la ciutat, ocupa el lloc d'un antic castell medieval, al qual es fa referència per primera vegada quan el Papa Pasqual II va destruir Zagarolo a principis del segle xii després de la rebel·lió de la família Colonna, del qual el palau va ser un dels llocs forts. Durant molts segles va romandre sota la influència dels Colonna, i va ser assetjat i destruït diverses vegades a causa de la rivalitat entre el papa i la família Colonna. Al segle xvi els Colonna i el Papa van començar a tenir relacions pacífiques, i Zagarolo es va convertir en un ducat, de manera que el Palau es va conèixer com a "Palazzo Ducale". El palau ara es feia servir com a residència i s´hi van afegir dues grans ales cap a la plaça, es van pintar frescos i es va construir un jardí penjant. El 1591 es va celebrar al Palau un consell de vuit cardenals, amb la missió de revisar la Bíblia per a una edició impresa, entre els quals hi havia el cardenal Marco Antonio Colonna i Roberto Bellarmino. L'edifici es caracteritza per frescos pintats per artistes manieristes del segle xvi, atribuïts a pintors holandesos, a Antonio Tempesta i als germans Taddeo i Federico Zuccari. Aquí el 1606 Caravaggio va crear obres mestres per a la família Colonna, a canvi de refugi en el seu viatge cap a Nàpols. Entre Zagarolo i Paliano va executar el Sopar de Emmaus, Maria Magdalena en èxtasi i potser Sant Francesc en oració. Al Palau també hi van treballar Carlo Maratta i Ludovico Gimignani, que va morir en aquest palau el 1697. Més tard, el Palau es va convertir en propietat de la família Pallavicini, fins que va ser venuda al comune el 1979. Quan la família Rospigliosi va adquirir el ducat de Zagarolo el 1668, es va convertir en propietat d'aquesta família. Durant la Segona Guerra Mundial, el palau es va transformar en un hospital militar alemany. Avui la biblioteca de Zagarolo i el Museu de la Joguina es troben a l'interior del palau i s'utilitzen per a convencions, exposicions i altres esdeveniments culturals.[2]
- Església de Sant Llorenç Martí (1607) (Chiesa di San Lorenzo Martire), situada a la Piazza del Risorgimento. És l'església dedicada a la patrona de Sant Zagarolo Sant Llorenç de Roma.
- Convent i església de Santa Maria delle Grazie, situada a la Piazza Santa Maria.
- Església de Santissima Annunziata (1580–1582). Té un peculiar campanar octogonal i domina la silueta de Zagarolo.
- Església de Sant Pere (1717–1722) (Duomo di San Pietro Apostolo). És una església barroca construïda al lloc d'una església més antiga. Té una cúpula el·líptica de 46 metres d'alçada.
- La primera porta que es pot trobar al centre de la ciutat des del sud-est és la Porta Rospigliosi, decorada amb baixos-relleus al segle xvi i bustos romans i màscares teatrals. L'altra porta, a l'entrada nord-oest de la ciutat, és la Porta San Martino, nomenada en honor del papa Martí V.
- El «Museu de la joguina» de Zagarolo, situat al Palau Rospigliosi. El consell comunal va decidir crear el museu el 1998. Es va inaugurar el 2005 amb una resposta positiva de la crítica i del públic. Conté més de 800 exemples de joguines italianes i europees del segle xx.[4]

## Ciutats agermanades
Zagarolo està agermanat amb:
- Nelahozeves, República Txeca
- Six-Fours-les-Plages, França